# Rhizomys
Genre
Rhizomys est un genre de rongeurs de la famille des spalacidés comprenant 3 espèces de « rats des bambous » .

## Liste des espèces
Selon ITIS (31 mai 2016) :
- Rhizomys pruinosus Blyth, 1851
- Rhizomys sinensis Gray, 1831
- Rhizomys sumatrensis (Raffles, 1821)